# De Soto (Missouri)
De Soto és una població dels Estats Units a l'estat de Missouri. Segons el cens del 2008 tenia 6.477 habitants.

## Demografia
Segons el cens del 2000, De Soto tenia 6.375 habitants, 2.544 habitatges, i 1.656 famílies. La densitat de població era de 646 habitants per km².
Dels 2.544 habitatges en un 31,7% hi vivien nens de menys de 18 anys, en un 48,3% hi vivien parelles casades, en un 12,9% dones solteres, i en un 34,9% no eren unitats familiars. En el 29,8% dels habitatges hi vivien persones soles el 15% de les quals corresponia a persones de 65 anys o més que vivien soles. El nombre mitjà de persones vivint en cada habitatge era de 2,42 i el nombre mitjà de persones que vivien en cada família era de 2,99.
Per edats la població es repartia de la següent manera: un 25,3% tenia menys de 18 anys, un 8,8% entre 18 i 24, un 27,1% entre 25 i 44, un 20,2% de 45 a 60 i un 18,6% 65 anys o més.
L'edat mediana era de 37 anys. Per cada 100 dones de 18 o més anys hi havia 82 homes.
La renda mediana per habitatge era de 30.725 $ i la renda mediana per família de 37.486 $. Els homes tenien una renda mediana de 33.163 $ mentre que les dones 20.039 $. La renda per capita de la població era de 14.971 $. Entorn de l'11,4% de les famílies i el 14,7% de la població estaven per davall del llindar de pobresa.

## Poblacions més properes
El següent diagrama mostra les poblacions més properes.